# São Carlos (kommun i Brasilien, Santa Catarina)
São Carlos är en kommun i Brasilien.   Den ligger i delstaten Santa Catarina, i den södra delen av landet, 1 400 km söder om huvudstaden Brasília. Antalet invånare är 10 284.
Omgivningarna runt São Carlos är en mosaik av jordbruksmark och naturlig växtlighet. Runt São Carlos är det ganska glesbefolkat, med 38 invånare per kvadratkilometer.